# 女斗美
女斗美（めとみ）とは、日本において女性同士の格闘、およびそれに対する嗜好をさす言葉。女闘美とも表記。

## 概説
日本では娯楽的に行なわれて来た女相撲が女斗美の基本であった。特に上半身を裸にさせ、まわし（褌）をさせて行なわせるお座敷芸、見世物としての女相撲は、江戸時代にはすでに行なわれていた。女性が乳房もあらわになりふりかまわず戦う姿を見て楽しむもので非常に通俗的なものであった。
西洋ではキャットファイトと呼ばれ、女性同士がつかみ合いの喧嘩の末髪をつかむ、お互いの衣服をびりびりに引き裂くなどして最終的には裸にしあうという見世物的な女性格闘が一部で好まれた。BDSM系のビデオ制作会社がポルノビデオの一種として販売していたが、次第にエンターテインメントに変化し、近年ではWWEに代表される、ショーアップされた女性同士の格闘を総称してキャットファイトと呼ぶようになり、ジャンル名にすらなっている。
近代に入り女性の社会進出が顕著になると格闘技の世界への進出も目覚ましくなり、女子プロレスに代表される女性同士の格闘技が現実化した。ただ女斗美を好む層からすれば、現実の格闘技で活躍する女性が、必ずしも女性的魅力にあふれているわけではないためにより性風俗的な嗜好に特化する傾向が見られた。
BDSMの分野でもプレイの一種として行なわれることがあり、この場合は裸にさせる羞恥プレイの側面を持つ。また負けた場合に激しい調教を行なうなどの条件を出し、およそ格闘には無縁のなよやかな美女が苦しむさまを楽しむなどのバリエーションがある。
性風俗の分野では、泥んこプロレス（泥レス）と呼ばれるショーがあった。これはプール状に仕切ったスペースの床に水分の多い泥を敷き詰め、そのうえで若い女性同士が、プロレスをするというものである。女性は水着もしくは薄手の衣類で参加する。もちろん足場が悪く滑りやすいので転倒し泥にまみれることで衣類が身体に密着し、乳首などがはっきり分かるようになりエロティシズムを誘うというものであった。1970年代から存在したが、次第にローションプールなどと呼ばれる透明のローションを満たしたスペースでの格闘に変化した。この場合はウェット&メッシーという嗜好とオーバーラップする。
また、映画・アニメ・ゲームなどのフィクションの分野では戦う美しい女性は人気の高いモチーフであり、様々な作品に登場している。

## 嗜好の傾向
個人差はあるが、格闘技をする女性に女性美を見出したいという欲求があるためにどちらかと言えば女性的魅力を維持したまま（髪は長い、プロポーションは良いなど）格闘を行なうことを好む傾向がある。この場合格闘よりも女性のボディラインや肉体の躍動を楽しむ。一方で強い女性に対する嗜好も存在し、筋肉が隆起し腹筋が割れているような女性に格闘をしてもらいその強さ美しさを堪能したいという傾向も存在する。